# مسلية (بيشة)
مسيلة هي إحدى قُرى محافظة بيشة في الجنوب الغربي وتتبع منطقة عسير في المملكة العربية السعودية.

## الموقع
تقع على وادي بيشة بالتحديد في الطريف على وادي ترج.

## المرافق
يوجد في قرية بيشة مدرسة ابتدائية.

## المشاريع
في 9 أكتوبر عام 2018، قال الرئيس المجلس بأن إجمالي مساحة مشاريع السفلته الجديدة بلغ 2 مليون متر مربع، وتشمل جميع الأحياء والقرى من بينها قرية مسلية.
ثم في 28 نوفمبر عام 2018، قال رئيس المجلس البلدي بمحافظة بيشة بأنه جارٍ العمل في مشروعات ضمن مبادرات السفلتة البالغ قيمتها 80 مليون ريال البالغة حوالي مليون وأربعمائة ألف متر مربع، وتشمل جميع الأحياء والقرى من بينها قرية مسلية.